# New York Film Critics Circle Awards 1942
L'8ª edizione della cerimonia dei New York Film Critics Circle Awards, annunciata il 26 dicembre 1942,  ha premiato i migliori film usciti nel corso del 1942.

## Vincitori

### Miglior film
- Eroi del mare (In Which We Serve), regia di Noël Coward e David Lean

### Miglior regista
- John Farrow - L'isola della gloria (Wake Island)

### Miglior attore protagonista
- James Cagney - Ribalta di gloria (Yankee Doodle Dandy)

### Miglior attrice protagonista
- Agnes Moorehead - L'orgoglio degli Amberson (The Magnificent Ambersons)

### Miglior film di guerra
- Razgrom Nemetskikh Voysk Pod Moskvoy, regia di Ilya Kopalin e Leonid Varlamov